# Вентральная трубка
Вентральная (брюшная) трубка коллембол (от лат. tubus ventralis, англ. ventral tube), или коллофор (от лат. collophore) — трубчатая структура на вентральной (брюшной) стороне первого брюшного сегмента тела ногохвосток (Сollembola).
Сегменты брюшка коллембол несут разнообразные придатки — первый брюшной сегмент несёт вентральную трубку (коллофор), которая выдвигается под давлением гемолимфы. Из двух выпячивающихся пузыревидных образований на брюшной трубке выходит клейкая субстанция, которая позволяет коллемболам прочно фиксировать тело на субстрате. Кроме этого, вентральная трубка выполняет самые разнообразные функции — дыхание, чистку, поглощение воды, осморегуляцию.

## Морфология
Конечности I уромера коллембол образуют вентральную трубку (collophorus) — придаток, состоящий из непарного основания и пары апикальных выпячивающихся пузырьков либо тяжей. Вентральная трубка имеется у всех Collembola (в отличие от других придатков брюшка, которые бывают редуцированы)
Имеет форму трубчатого выроста на брюшке. Под влиянием давления гемолимфы из органа выходят два полупрозрачных пузырька или трубки.
Коллофор — один из отличительных признаков коллембол, благодаря которому они получили своё название. Форма и размер вентральной трубки варьируются у разных видов, что часто используется в таксономии для их идентификации.

## Значение органа
Вентральная трубка играет важную роль в физиологии и поведении коллембол.
Считалось, что коллофор служил ногохвосткам в основном для дыхания и прилипания к поверхности — стабилизации тела после прыжка.
В настоящее время исследования показывают, что наибольшее значение этого органа заключается в том, что он играет роль в осморегуляции (потреблении и выделении воды).
Основное значение:
- Регуляция водного баланса: Вентральная трубка помогает коллемболам поглощать воду из окружающей среды, что особенно важно для видов, обитающих в сухих условиях. Секрет, выделяемый железами трубки, способствует увлажнению поверхности тела.
- Адгезия: У некоторых видов коллембол вентральная трубка используется для прикрепления к гладким поверхностям. Секрет, выделяемый через трубку, действует как клей, позволяя им удерживаться на вертикальных или наклонных поверхностях.
- Защита: Вентральная трубка может играть роль в защите от хищников, выделяя вещества, отпугивающие врагов.

«Адгезивные свойства коллофора делают его важным инструментом для передвижения и фиксации на различных субстратах». (Fjellberg, 1998)

«Коллофор играет ключевую роль в поддержании водного баланса коллембол, позволяя им выживать в условиях низкой влажности». (Hopkin, 1997)